# فاکسوورث (میسیسیپی)

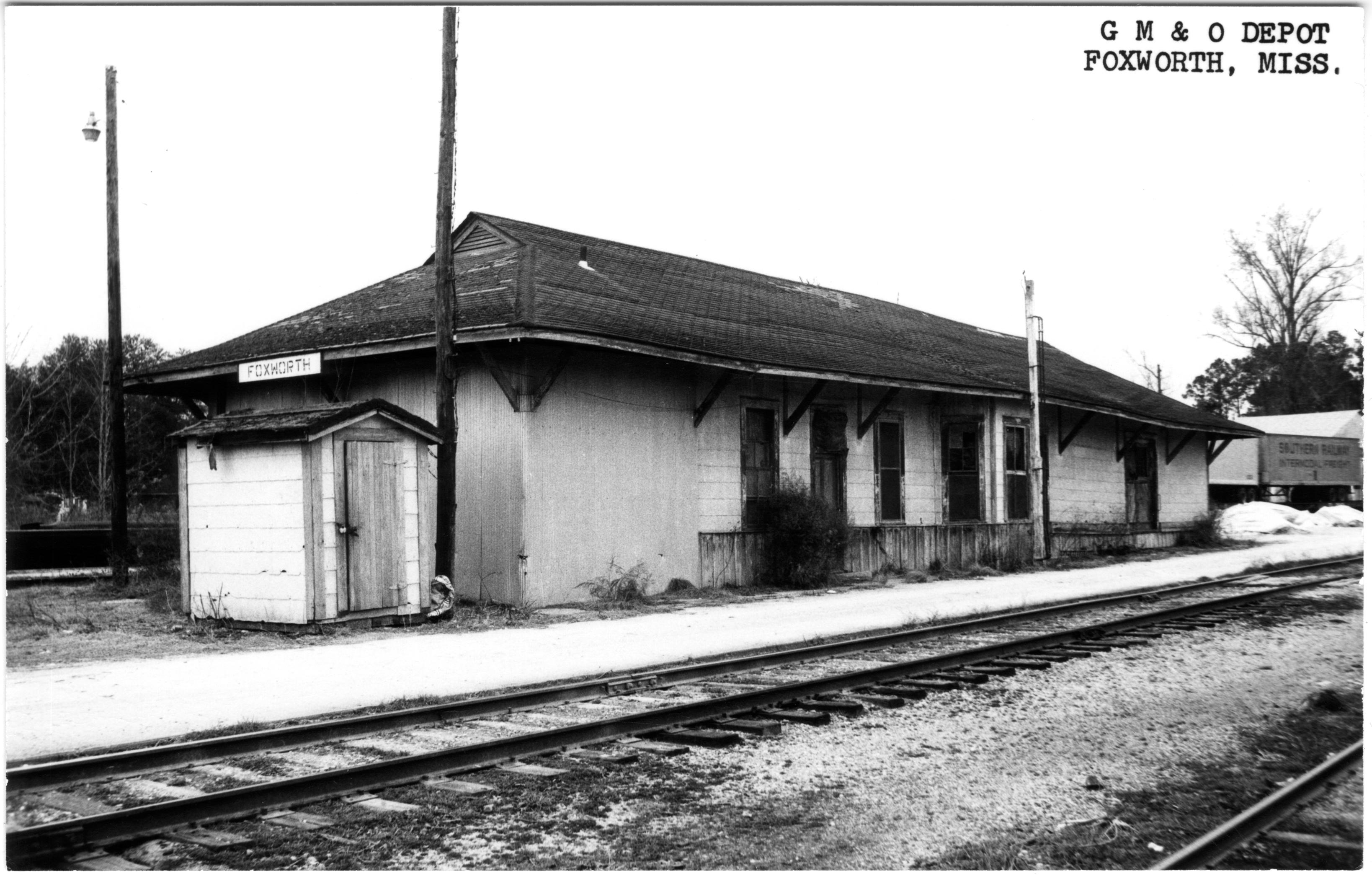
نگاره‌ای کهن از فاکسوورث، مکانی در ایالت میسیسیپی - ۱۹۷۶

فاکسوورث (به انگلیسی: Foxworth) مکانی در ایالت میسیسیپی کشور ایالات متحده آمریکا است که جمعیت آن در سرشماری سال ۲۰۱۰ میلادی، ۶۰۳
نفر بوده‌است.